# Saurita ochracea
Saurita ochracea là một loài bướm đêm thuộc phân họ Arctiinae, họ Erebidae.